# Сверчок (мультфильм)
Сверчо́к (мультфильм) — советский мультипликационный фильм, созданный на студии «Куйбышевтелефильм» в 1982 году.

## Сюжет
Жил в лесу один жадный медвежонок Ивашка. Дал ему как-то медведь Спиридон бочонок мёда, сказав, чтобы он поделился с остальными. Однако Ивашка решил съесть весь его до капли сам. Зверята увидели, что с ними не хотят делиться, и решили проучить жадину. Зайчонок, услышав, что в домике медвежонка-жадины трещит сверчок, входит в дом и говорит, что, мол, сверчок ему трещит о том, что в доме спрятан мёд. Жадный медвежонок Ивашка поверил в это и, поддавшись зову оставшейся совести, поделился мёдом с остальными.
В мультфильме звучат три песенки: песня Зайчонка о дружбе, песенка жадного Медвежонка и песня Зверей о друзьях.

## Съёмочная группа
| Авторы сценария      | братья Вениамин и Владимир Бондаренко |
| Режиссёр             | Александр Полушкин |
| Художник-постановщик | Виктор Спичек |
| Оператор             | Анатолий Лобанов |
| Композитор           | Владислав Казенин |
| Текст песен          | Феликс Лаубе |
| Звукооператоры       | Борис Фильчиков, В. Звонов |
| Мультипликаторы      | Александр Полушкин, Виктор Спичек |
| Монтажница           | Алина Наумова |
| Роли озвучивали      | Мария Виноградова — зайчонок Александр Баранов — медведь Спиридон Ефим Кациров — медвежонок Ивашка (песня) (в титрах Е. Кацыров) Светлана Лукашова — ёжик Гарри Бардин — медвежонок Ивашка (речь) |
| Ассистент режиссёра  | Людмила Разумова |
| Редактор             | Лидия Мармыжева |
| Директор картины     | Нина Царёва |